# 崔日知
崔日知（?—?），字子駿，唐朝滑州灵昌县（今河南省安阳市滑县）人，祖籍博陵郡安平县（今河北省衡水市安平县），崔日用的从父兄。祖崔抗，祁陽县令，父崔汲，長安县丞。
崔日知有做官的才干，年少孤贫，努力学习，以明经进至兵部员外郎。与张说同为朔方节度使魏元忠的判官，以能吏著称。景云初年，为洛州司马。当时谯王李重福入东都作乱，群臣避难藏匿，只有崔日知督率吏卒赴留守，与屯营合势平叛，捕获其党数十人。李重福被平定，崔日知以功加授银青光禄大夫，升任殿中少监，建言“厩马多，请分牧陇右，以节省关畿刍调”。授任荆州长史，四次升职担任京兆尹，封安平县侯。他因为贪暴犯法，被御史李如璧、御史大夫李杰所弹劾，贬为歙县丞，后来担任殿中监，进中山郡公。崔日知与张说友善，张说奏请他担任御史大夫，唐玄宗不许。以他担任左羽林大将军，而以河南尹崔隐甫为御史大夫，崔隐甫于是与张说不和。崔日知升任太常卿。自以在朝廷年久，每次入朝，常和尚书同列，时人号为“尚书里行”，成为口实。开元十六年，出为潞州大都督府长史。不久以年老致仕，去世后谥号襄。其子崔禹，官至坊州刺史；崔眾，官至工部員外郎。